# Bruce Watson
Bruce William Watson (Timmins, Ontario, Canadá, 11 de março de 1961) é um guitarrista canadense/escocês, mais conhecido como um dos fundadores da banda escocesa Big Country.
Em 2007, para celebrar os 25 anos da banda, ele se reuniu com os membros fundadores Tony Butler (que ficou como vocalista principal pela primeira vez) e Mark Brzezicki para uma tour na Inglaterra e Escócia. Stuart Adamson, companheiro e co-fundador da banda, morrera em dezembro de 2001.
Em 2008, Watson começou a tocar com seu filho Jamie Watson, lançando um disco, The Portastudio Diaries (2009), produzido a partir de uma série de gravações em seu estúdio caseiro.